# Arbeitsmarktservice
Das Arbeitsmarktservice (AMS) ist ein Dienstleistungsunternehmen am Arbeitsmarkt in Österreich. Es erfüllt die Funktionen eines öffentlich-rechtlichen Arbeitsamts und vermittelt Arbeitskräfte auf offene Stellen und unterstützt die Eigeninitiative von Arbeitslosen und Unternehmen als Arbeitgeber durch Beratung, Information, Qualifizierung und finanzielle Förderung.
Das Arbeitsmarktservice Österreich ist eine Körperschaft öffentlichen Rechts. Ihm obliegt gemäß § 1 Abs. 1 AMSG die Durchführung der Arbeitsmarktpolitik des Bundes. Dazu zählen die Durchführung von Maßnahmen der aktiven Arbeitsmarktpolitik (Beratungs-, Vermittlungs- wie auch Förderungstätigkeiten), die Auszahlung von Lohnersatzleistungen bei Arbeitslosigkeit und ordnungspolitische Aufgaben, wie die Zulassung von ausländischen Arbeitskräften zum Arbeitsmarkt. Zu den Services des AMS zählt auch die Beratung und Unterstützung von Unternehmen, sei es durch die Vermittlung neuer Mitarbeiter, durch Beratung beim Suchen, Finden und Halten von Mitarbeitern oder in Förderangelegenheiten. Pro Jahr melden sich im Schnitt in Österreich 1 Million Menschen arbeitslos. Im Jahr werden in Österreich rund 7 Milliarden Euro Leistungen ausbezahlt; davon 1,9 Mrd. Euro Arbeitslosengeld und 1,7 Mrd. Euro Notstandshilfe. Das Arbeitsmarktservice Österreich wurde 1994 auf Basis des Arbeitsmarktservicegesetzes (AMSG) aus der unmittelbaren Bundesverwaltung ausgegliedert und als eigene Rechtsperson in Form eines öffentlich-rechtlichen Dienstleistungsunternehmens neu organisiert.

## Ziele
Ziel des Arbeitsmarktservice ist gemäß § 29 AMSG, im Rahmen der Vollbeschäftigungspolitik der Bundesregierung zur Verhütung und Beseitigung von Arbeitslosigkeit unter Wahrung sozialer und ökonomischer Grundsätze im Sinne einer aktiven Arbeitsmarktpolitik auf ein möglichst vollständiges, wirtschaftlich sinnvolles und nachhaltiges Zusammenführen von Arbeitskräfteangebot und -nachfrage hinzuwirken.
Davon umfasst ist auch die Sicherung der wirtschaftlichen Existenz während der Arbeitslosigkeit im Rahmen der gesetzlichen Bestimmungen. In diesem Sinne beschäftigt sich das AMS mit:
- der Durchführung aktiver Arbeitsmarktpolitik zur Förderung der Vollbeschäftigung und Verhütung von Arbeitslosigkeit;
- der Prüfung und Auszahlung von Lohnersatzleistungen bei Arbeitslosigkeit zur Existenzsicherung gemäß dem Arbeitslosenversicherungsgesetz;
- die Vermittlung von Offenen Stellen an Arbeitssuchende und umgekehrt die Unterstützung von Unternehmen bei der Suche nach Arbeitskräften;
- die Auszahlung von Förderungen an Unternehmen oder Personen in Schulungen oder Fortbildungen;
- ordnungspolitischen Aufgaben, einschließlich der Zulassung ausländischer Arbeitskräfte gemäß dem Ausländerbeschäftigungsgesetz.

Ein weiteres Ziel ist der Ausgleich von Bildungsdefiziten und die Sicherung der Qualifikationen von Arbeitnehmern.

## Geschichte

### Ende 18. Jahrhundert bis frühes 20. Jahrhundert
Mit dem Ende der Leibeigenschaft und der Industrialisierung entstand Ende des 18. Jahrhunderts ein Überfluss an Arbeitskräften. Erste systematische Arbeitsvermittlungseinrichtungen wurden durch gewerkschaftliche und politische Arbeiterorganisationen sowie Gemeinden eingerichtet. Zudem entstanden erste Maßnahmen zur Arbeitslosenunterstützung innerhalb der Gewerkschaften. Die Folgen des Ersten Weltkriegs führten zu zentralen gesellschaftlichen Aufgaben in der Arbeitskräfteversorgung und finanziellen Absicherung nach Arbeitsplatzverlust. 1917 wurde das „Ministerium für soziale Fürsorge“ gegründet, und 1920 folgte das Arbeitslosenversicherungsgesetz, das die gesetzliche Grundlage für Arbeitslosenunterstützung schuf.

### Zwischenkriegszeit und Zweiter Weltkrieg
In der Zeit des Austrofaschismus und Nationalsozialismus wurden Selbstverwaltungselemente aufgelöst und die Organisation in ein Zwangsinstrument zur Kriegswirtschaft umgewandelt. Die Arbeitsmarktbehörden wurden im April 1938 in das Reichsarbeitsministerium des Deutschen Reichs eingegliedert. Ostmarkweit wurden im April und Mai 1938 114.000 Arbeitslosen eine Beschäftigung verschafft, im Sommer weiteren 130.000. Während des Zweiten Weltkrieges herrschte in der „Ostmark“ (Österreich) ein signifikanter Arbeitskräftemangel, der teilweise durch die Abwanderung von Arbeitskräften in das „Altreich“ verursacht wurde. Das NS-Regime reagierte darauf mit der systematischen Einführung von Zwangsarbeit, welche durch die Erfassung und Kontrolle der Arbeitskräfte mittels des sogenannten „Arbeitsbuchs“ ermöglicht wurde. Bis zum Kriegsende 1944 machten zivile ausländische Arbeitskräfte und Kriegsgefangene etwa ein Drittel des aktiven Arbeitskräftepotenzials in der Ostmark aus. Die Arbeitseinsatzbehörden spielten eine bedeutende Rolle in der Rassenpolitik des NS-Regimes.

### Nachkriegszeit bis 1970er Jahre
Der Wiederaufbau orientierte sich an Traditionen vor 1933. Das „Bundesministerium für soziale Verwaltung“ übernahm die Leitung der Arbeitsmarktverwaltung, und paritätisch besetzte Ausschüsse wurden eingerichtet. Eine Initiative des Gewerkschaftsbundes 1959 führte zur Entwicklung einer modernen aktiven Arbeitsmarktpolitik. Mit dem Arbeitsmarktförderungsgesetz (AMFG 1968/69) wurde die Grundlage für ein zeitgemäßes arbeitsmarktpolitisches Instrumentarium geschaffen. Ziel war die Vollbeschäftigung durch individuelle Beratung, Unterstützung, Förderung und finanzielle Absicherung. Wesentliche Entwicklungen beinhalteten die „Arbeitsmarktpolitischen Konzepte 1971 und 1979“ sowie Ausbau und Konsolidierung des Aufgabenbereichs „Beratungs- und Vermittlungsservice“ sowie die Nutzung der EDV und die Einführung innovativer Fördermaßnahmen.

### 1990er bis Gegenwart
Zu Beginn der 90er Jahre strebte die Regierung eine Reform der Arbeitsmarktverwaltung an, um die Vollbeschäftigung durch eine aktive und effiziente Arbeitsmarktpolitik zu sichern. 1994 wurde das Arbeitsmarktservice-Gesetz (AMSG) verabschiedet, das die Arbeitsmarktverwaltung aus der Bundesverwaltung ausgliederte und als öffentlich-rechtliches Dienstleistungsunternehmen organisierte. Die Strukturreform ermöglichte schnelle und flexible Eingriffe in den Arbeitsmarkt durch Dezentralisierung, Flexibilisierung des Ressourceneinsatzes und stärkere Einbindung der Sozialpartner. Die Wirtschaftskammer, der ÖGB, die Arbeiterkammer und die Vereinigung der österreichischen Industrie werden in die Geschäfte mit einbezogen und wirken an der Gestaltung der Arbeitsmarktpolitik und am Controlling wesentlich mit. Das AMS wird auch durch den Rechnungshof kontrolliert.

## Organisation
Das Arbeitsmarktservice ist in eine Bundes-, neun Landes- und 104 Regionalorganisationen (inklusive 6 Zweigstellen) gegliedert (Stand: 2024). Auf all diesen Ebenen werden die Sozialpartner (Vertreter von Wirtschaftskammer, Bundeskammer für Arbeiter und Angestellte, Österreichischer Gewerkschaftsbund und Vereinigung der österreichischen Industrie) Aufgabenerfüllung mit einbezogen und wirken auf jeder Organisationsebene an der Gestaltung der Arbeitsmarktpolitik (Arbeitsprogramme der Länder) und am Controlling der Organisation mit. Auf Bundesebene ist der Verwaltungsrat das oberste Entscheidungsgremium, auf Landesebene das Landesdirektorium und auf Bezirksebene der Regionalbeirat.
Die Durchführung der Aufgaben obliegt geschäftsführenden Organen:
- auf Bundesebene dem Vorstand,
- auf Landesebene dem Landesgeschäftsführer
- auf Regionalebene dem Leiter der regionalen Geschäftsstelle.

Die jeweilige Geschäftsführung wird bei der Umsetzung der Arbeitsmarktpolitik durch Geschäftsstellen unterstützt.

### Vorsitzende des Verwaltungsrats
- 1994 bis 2010: Günther Steinbach
- 2010 bis 2014: Stefan Potmesil
- seit 2014: Roland Sauer

### Vorstände
- 1994 bis 2023 Herbert Buchinger (Vorstandsvorsitzender)[9]
- 1994 bis 2006: Herbert Böhm (Mitglied des Vorstands)
- 2006–2023: Johannes Kopf: (Mitglied des Vorstands)
- seit 2023: Johannes Kopf (Vorstandsvorsitzender)
- seit 2023: Petra Draxl (Mitglied des Vorstands)

### Struktur
Die Bundesorganisation des AMS setzt sich aus dem Verwaltungsrat und dem Vorstand zusammen, die durch eine Bundesgeschäftsstelle (BGS) unterstützt werden. Die Bundesorganisation ist verantwortlich für eine einheitliche, gesamtösterreichische Vorgehensweise in grundsätzlichen Angelegenheiten und kümmert sich um Belange, die über einzelne Bundesländer hinausgehen. Für jedes der neun Bundesländer gibt es eine Landesorganisation, die aus dem Landesdirektorium und der Landesgeschäftsführung besteht und durch die Landesgeschäftsstelle unterstützt wird. Auf regionaler Ebene besteht das AMS aus dem paritätisch besetzten Regionalbeirat sowie der Leitung der regionalen Geschäftsstelle, die durch die regionale Geschäftsstelle unterstützt wird.

### Mitarbeiter
Im Jahr 2023 waren 6.523 Personen beim AMS beschäftigt (im Jahresdurchschnitt und in Vollzeitäquivalenten waren es exkl. Lehrlingen 5.827). Der Frauenanteil lag bei 66,3 Prozent. Zudem gab es zu diesem Zeitpunkt 73 Lehrlinge, 46 davon weiblich.

## Agenden

### Arbeitsvermittlung und Betriebsservice
Wichtigste Aufgabe des AMS ist die Vermittlung von Arbeitssuchenden auf offene Stellen.
Die Vergabe von Aufträgen für die Abhaltung von Kursen ist seit 2002 einheitlich geregelt: Bund, Länder und Gemeinden hatten bis dahin eigene Ausführungsregeln. Institute, die Kurse im Bereich der Erwachsenenbildung anbieten, müssen sich um die bisher durchgeführten Kurse neu bewerben. Immer wieder wird die Kritik geäußert, dass als Folge davon vielfach ein Wettbewerb um den Preis (Billigstbieter), aber kein Qualitätswettbewerb (Bestbieter) zu beobachten sei. In diesem Vergabeverfahren ist keine Evaluation vorgesehen, d. h., die bisherigen Erfahrungen mit einem Kursanbieter dürfen laut Gesetz die Vergabe nicht beeinflussen.
Während der Corona-Zeit wurde das AMS aufgrund der hohen Arbeitslosigkeit (2020: 409.639 Personen) mit der Abwicklung der Kurzarbeitsförderung beauftragt. In den kommenden zwei Jahren sollte das AMS 9,8 Milliarden Euro an Fördergeldern für die Kurzarbeit an Unternehmen ausbezahlen. Zum Höhepunkt der Pandemie waren mehr als 1 Million Österreicher in Kurzarbeit. Nach Corona sank die Arbeitslosigkeit im Zuge eines Wirtschaftsaufschwungs rasch (2022: 263.121) und stieg 2023 trotz wirtschaftlich schlechter Vorzeichen nur geringfügig.

### Arbeitsmarktförderung
Etwa 50.000 bis 80.000 Arbeitssuchende werden im Schnitt pro Monat vom Arbeitsmarktservice in diversen Schulungen mit dem Ziel der Verbesserung ihrer Arbeitsmarktchancen qualifiziert (Berufliche Weiterbildung). Arbeitssuchende werden in der offiziellen behördlichen Statistik nicht als solche geführt, wenn sie sich in Schulungen und Coachingkursen befinden, aber auch wenn sie sich im Krankenstand befinden, eine Bezugssperre haben oder den Pensionsvorschuss beziehen. Dies wird von Kritikern als Methode zur Verschleierung der tatsächlich vorhandenen Arbeitslosigkeit gesehen. Das Arbeitsmarktservice selbst widerspricht dieser Argumentation und verweist darauf, dass die Anzahl an Personen in Schulung extra ausgewiesen wird.

### Leistungen nach dem Arbeitslosenversicherungsgesetz
Das AMS ist nach dem Arbeitslosenversicherungsgesetz (AlVG) für folgende Leistungen zuständig:
- Arbeitslosengeld
- Notstandshilfe – für arbeitsfähige Arbeitslose, deren Anspruch auf Arbeitslosengeld ausgelaufen ist
- Weiterbildungsgeld für an Weiterbildung interessierte Beschäftigte
- Altersteilzeit für Beschäftigte, die vor dem Eintritt in die Pension an Teilzeitarbeit interessiert sind
- Überbrückungshilfe für arbeitslose Beamte, nach dem Überbrückungshilfegesetz
- Weiters werden Invaliditätspensionen und Alterspensionen bevorschusst während der Zeit der Antragsbearbeitung bei der Pensionsversicherungsanstalt

## Kritik
Kritik kam im Mai 2006 vom Rechnungshof, der eine Ineffizienz des AMS Wien feststellte und zudem die Intimsphäre der Kunden durch die Unterbringung mehrerer Team-Mitarbeiter im selben Zimmer ohne räumliche Trennung verletzt sah. Eine der letzten Prüfungen fand im Zuge der Corona-Kurzarbeitsförderung statt. Laut den Behörden fehlte ein systematisches Konzept zur Missbrauchsbekämpfung und es wurde eine Überzahlung von 500 Millionen kritisiert. Die Abwicklung der Kurzarbeit habe für das Arbeitsmarktservice (AMS) „eine außerordentliche administrative Herausforderung“ bedeutet. Insgesamt wurden über das AMS über 9,8 Milliarden Euro an Fördermitteln für Kurzarbeit ausbezahlt.

### Datenschutz
2003 wurde das AMS von der Datenschutzorganisation ARGE Daten kritisiert, da für ein bestimmtes Angebot im World Wide Web die Sozialversicherungsnummer verlangt wurde. Laut gesetzlicher Vorgaben ist diese nur für gesundheitsbezogene Angelegenheiten zu verwenden.
Das AMS plante zunächst für Mitte 2020 die flächendeckende Einführung einer computergestützten Einordnung der Berufsaussichten von Arbeitslosen. Aufgrund der COVID-19-Pandemie wurde der geplante Start auf Anfang 2021 verschoben. Dazu hat das AMS ein Assistenzsystem zur Einschätzung der Arbeitsmarktchancen von Kunden entwickelt, dessen Einsatz die Datenschutzbehörde im August 2020 per Bescheid untersagt hat. Das AMS hat dagegen eine Beschwerde beim Bundesverwaltungsgericht eingebracht. Das Bundesverwaltungsgericht hat in Folge den Bescheid der Datenschutzbehörde ersatzlos behoben. Die Datenschutzbehörde hat gegen dieses Urteil des Bundesverwaltungsgerichtshofes eine Revision beim Verwaltungsgerichtshof eingebracht.
Der Verwaltungsgerichtshof wiederum hat entschieden, dass das Bundesverwaltungsgericht nicht ausreichend geprüft hat, ob die automatisch errechneten Arbeitsmarktchancen maßgeblich für das Beratungsergebnis sind. In diesem Zusammenhang verweist der Verwaltungsgerichtshof auf eine am 7. Dezember 2023 gefallene Entscheidung des EuGH. Damit wurde die Sache wieder an das Bundesverwaltungsgericht zurückverwiesen.

## Sonstiges
Im Jänner 2024 präsentierte das AMS einen Chatbot, der darauf ausgerichtet ist, Informationen über Berufe, Karrierewege und Ausbildungsmöglichkeiten in Österreich zu liefern. Kurz nach der Präsentation wurde Kritik laut, weil das Tool Vorurteile reproduzierte vor allem bei Gender-Fragen. Im Zuge der Kritik kam es auch zu parlamentarischen Anfragen. Das AMS musste Nachbesserungen vornehmen, um den Gender-Bias und andere Voreingenommenheiten zu reduzieren.